# Aleksiej Czujew
Aleksiej Wasiljewicz Czujew (ros. Алексе́й Васи́льевич Чу́ев, ur. 28 lutego 1918 we wsi Sawaczewo w guberni twerskiej, zm. 20 listopada 1976 w Leningradzie) – radziecki tokarz, dwukrotny Bohater Pracy Socjalistycznej (1963 i 1976).

## Życiorys
Syn robotnika należącego do Czerwonej Gwardii, skończył szkołę-siedmiolatkę i szkołę fabryczną, od marca 1934 pracował w stoczni bałtyckiej w Leningradzie. Wraz z ojcem brał udział w budowie lodołamacza „Stalin” zwodowanego w 1938, i krążownika „Kirow”. Po ataku Niemiec na ZSRR powołany do armii, skończył szkołę młodszych specjalistów lotniczych i później wojskową szkołę lotniczą, 1948 został członkiem WKP(b). W 1948 zdemobilizowany, wrócił do pracy w stoczni, brał udział w budowie wielu statków, m.in. spalinowo-elektrycznych okrętów podwodnych, i lodołamaczy o napędzie atomowym, m.in. statku „Arktika” oddanego do użytku w 1972. Delegat na XXV Zjazd KPZR, w 1976 wybrany członkiem KC KPZR. Deputowany do Rady Najwyższej ZSRR od 7 do 9 kadencji. Pochowany na Cmentarzu Północnym w Leningradzie/Petersburgu.

## Odznaczenia
- Medal Sierp i Młot Bohatera Pracy Socjalistycznej (dwukrotnie – 28 kwietnia 1963 i 7 stycznia 1976)
- Order Lenina (trzykrotnie – 14 maja 1960, 28 kwietnia 1963 i 7 stycznia 1976)
- Order Czerwonego Sztandaru Pracy (12 maja 1956)

I medale.